# Mirax coptodiscae
Mirax coptodiscae är en stekelart som beskrevs av Walley 1941. Mirax coptodiscae ingår i släktet Mirax och familjen bracksteklar. Inga underarter finns listade i Catalogue of Life.